# Pgrep
pgrep (acronimo di process grep) è un comando dei sistemi operativi Unix e Unix-like che consente di effettuare particolari filtraggi e rappresentazioni dei PID dei processi in esecuzione, in modo più flessibile rispetto al comando ps. Il comando viene usato in tandem con pkill destinato ad inviare segnali ai processi in esecuzione.

## Sintassi
```
pgrep [-flvx] [-d delimiter] [-n|-o] [-P ppid,...] [-g pgrp,...]
	    [-s sid,...] [-u euid,...] [-U uid,...] [-G gid,...]
	    [-t term,...] [pattern]
```

Le opzioni del comando consentono sia di specificare elementi di filtraggio (ad esempio -P, -U) che di rappresentazione dell'outupt (-d).
L'attributo pattern serve per identificare il nome del programma in esecuzione, anche utilizzando espressioni regolari.

## Esempi di utilizzo
Elenco dei processi in esecuzione di proprietà dell'utente root. L'opzione -d consente di separare i vari PID con una virgola in luogo del newline.
```
$ pgrep -u root -d ", "
1, 2, 3, 4, 5, 6, 7, 8, 9, 10, 11, 12, 13, 14, 15, 17, 18, 19, 20, 21, 22, 23, 24, 25, 26, 27, 28, 29, 30, 31, 
32, 33, 34, 35, 36, 37, 38, 39, 47, 48, 49, 50, 51, 52, 53, 54, 55, 240, 241, 242, 243, 258, 266, 267, 313, 
314, 315, 348, 376, 379, 597, 657, 807, 825, 860, 891, 899, 912, 921, 991, 996, 1032, 1041, 1057, 1063, 1077, 
1081, 1084, 1092, 1101, 1232, 1247, 1290, 1405, 1416, 1418, 1516, 1920, 1921, 2165, 2646, 2647, 2713, 2719, 
2764, 3161, 5781
```

È anche possibile utilizzare il pattern per elencare i processi in base al nome dell'eseguibile. Nel seguente esempio sono elencati tutti i processi dell'utente test il cui eseguibile ha un nome che inizia per gnome
```
pgrep -u test gnome* -d ", "
2814, 2859, 2865, 2891, 2893, 3045, 5254, 5258
```

Interessante confrontare il risultato dell'esempio precedente con il risultato di una combinazione dei comandi ps e grep
```
$ ps aux |grep "^test"|grep gnome
test      2814  0.0  0.7  35468  7664?        Ssl  20:26   0:00 gnome-session
test      2859  0.0  1.0  73420
 
11160?        Sl   20:26   0:00 gnome-power-manager
test      2891  0.0  2.1  84732
 
21556?        Sl   20:26   0:02 gnome-panel
[...]
```